# Schwinn (Marke)
Schwinn ist eine Marke für Fahrräder und Fitnessgeräte. Die Firma war unter dem Namen Schwinn Bicycle Company der führende Fahrradhersteller in den Vereinigten Staaten bis zu den 1980er Jahren; nach dem Konkurs 1992 wurde die Marke an Sam Zell verkauft. Seit 2001 ist Schwinn eine Marke von Pacific Cycle, das wiederum zum multi-nationalen Konzern Dorel Industries gehört.

## Geschichte

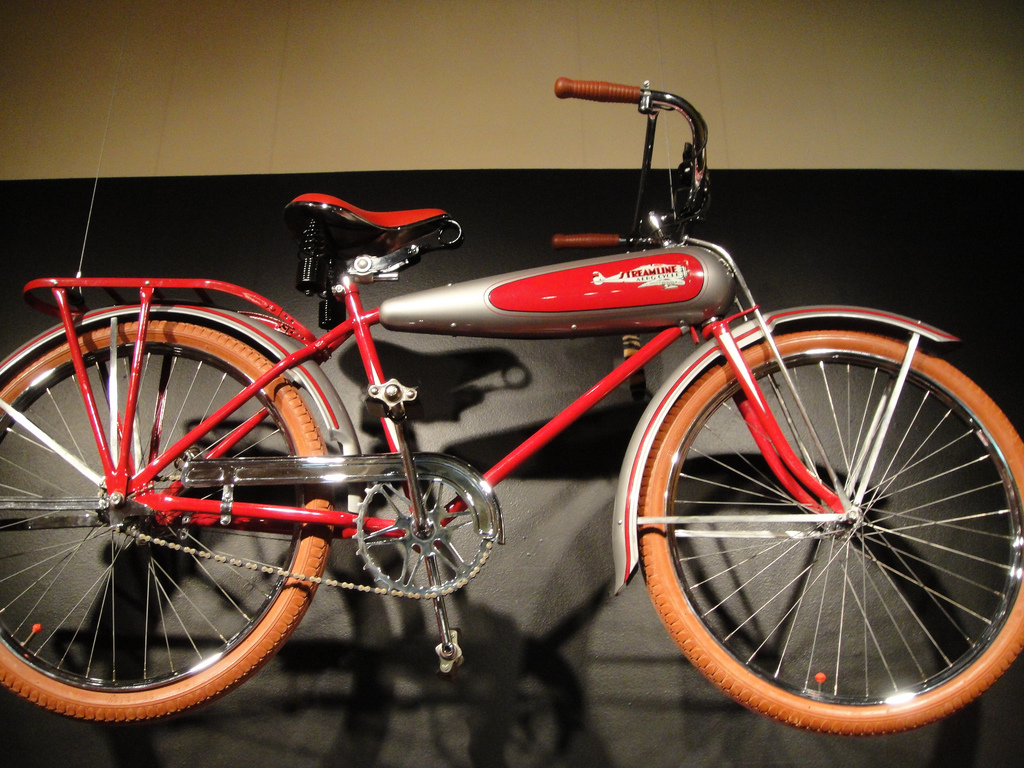
SchwinnAeroCycle im Longmont Museum

Das Unternehmen wurde 1895, auf dem Höhepunkt des ersten Fahrradbooms in den USA, als Arnold, Schwinn & Company in Chicago (Illinois) gegründet. Teilhaber waren zunächst Adolf Arnold und der deutsche Emigrant Ignaz Schwinn (1860–1948), der das Unternehmen 1908 ganz übernahm und als Schwinn Bicycle Company organisierte.
Nach dem allmählichen Ausbau der Produktion – Schwinn stellte alle Radgattungen her – und dem Aufstieg zum führenden Fahrradproduzenten in den USA verpasste die Firma Anfang der 1980er Jahre die Trends zu neuen Typen wie BMX- und Mountainbikes. Als auch die Produktionsstätten veraltet waren und die Firmenleitung den Bau einer neuen Fabrik in Tulsa (Oklahoma) ablehnte, geriet Schwinn in eine schwere Krise und musste 1992 Konkurs anmelden; Firmenteile und die Marke wurden verkauft.

## Gegenwart

### Schwinn Fitness

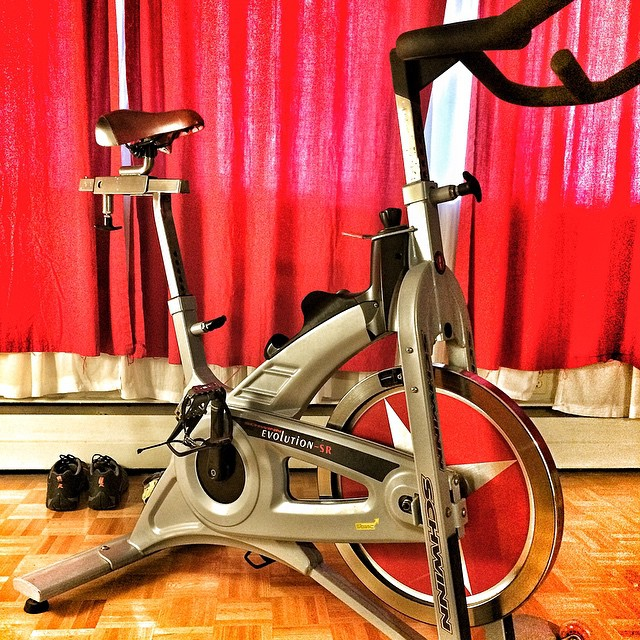
Schwinn Fahrradergometer

Direct Focus, Inc. akquirierte als Vermarktungsgesellschaft für Fitness- und Gesundheitsprodukte die Vermögenswerte des Schwinn-Geschäftsbereiches Fitnessgeräte. Direct Focus, Inc. wurde später zu Nautilus, Inc.

### Fahrräder

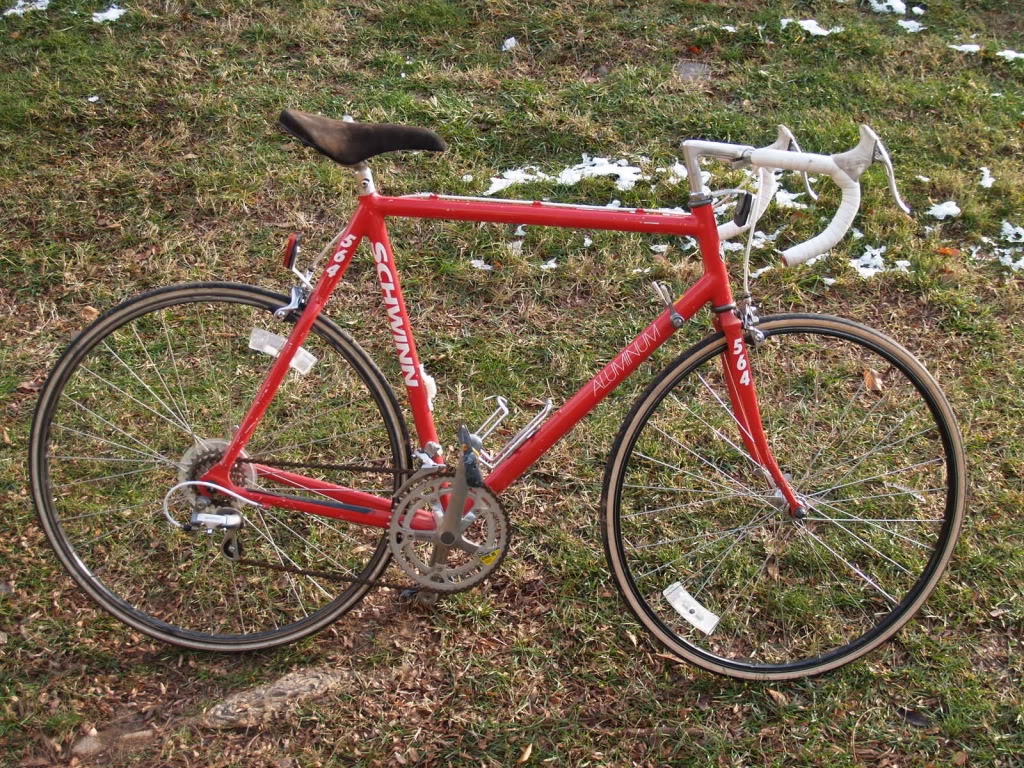
Rennrad Schwinn 564

Im September 2001 wurden die Firma Schwinn, ihr Vermögen und die Rechte an der Marke zusammen mit GT Bicycles im Rahmen einer Konkursauktion von Pacific Cycle erworben, einem Unternehmen, das bisher für die Massenmarktmarken von Wind Point Partners bekannt war. 2004 wurde Pacific Cycle wiederum von Dorel Industries übernommen. Die Produktion wurde nach China ausgelagert, Dorel startete 2010 eine große Werbekampagne, um die Marke Schwinn wiederzubeleben und zu modernisieren, indem sie sich mit Kindheitserinnerungen der Verbraucher an das ikonische Unternehmen in Verbindung brachte.

## Trivia
Im Film Ein Hologramm für den König spielt Tom Hanks den fiktiven ehemaligen Schwinn-Manager Alan Clay, der in Saudi-Arabien einen beruflichen Neuanfang beginnt, nachdem durch seine Mitverantwortung die Outsourcing-Strategie bei Schwinn katastrophal scheiterte.